# (27982) Atsushimiyazaki
(27982) Atsushimiyazaki est un astéroïde de la ceinture principale.

## Description
(27982) Atsushimiyazaki est un astéroïde de la ceinture principale. Il fut découvert le 26 octobre 1997 à Chichibu par Naoto Satō. Il présente une orbite caractérisée par un demi-grand axe de 2,84 UA, une excentricité de 0,13 et une inclinaison de 5,4° par rapport à l'écliptique.

## Compléments